# Arthroleptis phrynoides
Arthroleptis phrynoides (Laurent, 1976) è un anfibio anuro, appartenente alla famiglia degli Artroleptidi.

## Distribuzione e habitat
È endemica della Repubblica Democratica del Congo. Si trova nelle vicinanze di Lodja nella Provincia di Sankuru.